# Jean Carlos Sales Bemvindo
Jean Carlos Sales Bemvindo (Salvador, 17 maart 1984) - alias Jean Carlos - is een Braziliaanse voetballer die bij voorkeur als aanvaller speelt. Hij verruilde in december 2014 Figueirense voor Atlético Ibirama.

## Statistieken
| seizoen    | club                     | land      | competitie                    | wed. | goals |
| ---------- | ------------------------ | --------- | ----------------------------- | ---- | ----- |
| 2002/2004  | EC Bahia                 | Brazilië  |                               |      |       |
| 2004       | Caxias do Sul            | Brazilië  |                               |      |       |
| 2004/2005  | Tubarão FC               | Brazilië  |                               |      |       |
| 2005       | Atlético Sorocaba        | Brazilië  |                               |      |       |
| 2005/2006  | Goiás EC                 | Brazilië  |                               |      |       |
| 2006/2007  | Chapecoense              | Brazilië  |                               |      |       |
| 2007/2008  | Figueirense FC           | Brazilië  | Série A                       | 30   | 8     |
| 2008/2009  | Levski Sofia             | Bulgarije | Professional A Football Group | 35   | 11    |
| 2009/2011  | Amkar Perm               | Rusland   | Premjer-Liga                  | 25   | 2     |
| 2010       | Sjinnik Jaroslavl (huur) | Rusland   | Russische Eerste Divisie      | 9    | 0     |
| 2010       | Ceará SC (huur)          | Brazilië  | Série A                       | 3    | 0     |
| 2011/2012  | Chapecoense              | Brazilië  |                               |      |       |
| 2012/..    | Joinville EC             | Brazilië  | Série B                       | 15   | 1     |
| Bijgewerkt | 24-11-2012               |           |                               |      |       |